# Yves Mirkine
 (mai 2013).
Yves Mirkine, né le 9 février 1934 à Bois-Colombes (Seine) et mort le 9 mai 1993 à Nice (Alpes-Maritimes), est un photographe de plateau et assistant opérateur français.
Il a travaillé notamment sur les films Fanfan la Tulipe de Christian-Jaque, Le Testament d'Orphée de Jean Cocteau, L'Aveu de Costa-Gavras, La Scoumoune de José Giovanni.

## Biographie
Âgé de 10 ans, alors qu'il est caché dans le petit presbytère de Seranon (Alpes Maritimes) le 22 avril 1944, Yves Mirkine est capturé par la Gestapo avec six autres enfants. De cette rafle, il sera le seul survivant. En effet, c’est au camp relais de Drancy que son père Leo intervient et réussit à sauver son fils. De ces moments douloureux, Yves (dit Siki) conservera une endurance à toute épreuve et un sens aigu du « système D », qualités nécessaires aux métiers du 7e art.
À peine sept années plus tard, alors que son père, photographe de plateau, tombe malade sur le tournage de Fanfan la Tulipe de Christian-Jaque, Siki prend le relais avec brio pendant quelques jours. C’est là que sa carrière dans le cinéma débute.
S'il travaille tout d’abord comme photographe de plateau des films tournés dans les Studios de la Victorine[réf. nécessaire], très rapidement Yves Mirkine souhaite découvrir autre chose que la photographie, art si dominé par son père Léo Mirkine. Il décide ainsi de se faire un prénom ailleurs.[réf. nécessaire] S’inspirant des grands chefs opérateurs de l’époque, il travaille très dur pour maîtriser la caméra et devenir un incontournable des équipes de la Victorine[réf. nécessaire].
Fort en gueule, professionnel reconnu[réf. nécessaire], Siki aime travailler en équipe, donner de lui-même et trouver les solutions techniques là où les autres abandonnent.

## Filmographie

### Photographe de plateau
- 1952 : Fanfan la Tulipe de Christian-Jaque
- 1957 : Le Triporteur de Jacques Pinoteau
- 1957 : Une manche et la belle d'Henri Verneuil
- 1957 : Un homme se penche sur son passé de Willy Rozier
- 1958 : Sérénade au Texas de Richard Pottier
- 1958 : Les Bijoutiers du clair de lune de Roger Vadim
- 1960 : Le Testament d'Orphée de Jean Cocteau
- 1961 : Le Comte de Monte-Cristo de Claude Autant-Lara
- 1961 : Le bourreau attendra de Robert Vernay
- 1962 : Lemmy pour les dames de Bernard Borderie
- 1963 : Chair de poule de Julien Duvivier
- 1963 : Le Meurtrier de Claude Autant-Lara
- 1963 : L'Appartement des filles de Michel Deville
- 1966 : Opération Opium de Terence Young
- 1966 : Atout cœur à Tokyo pour OSS 117 de Michel Boisrond
- 1967 : Le Petit Baigneur de Robert Dhéry
- 1967 : La Blonde de Pékin de Nicolas Gessner
- 1969 : L'Arbre de Noël de Terence Young
- 1970 : L'Aveu de Costa-Gavras
- 1972 : La Scoumoune de José Giovanni
- 1983 : Au nom de tous les miens de Robert Enrico
- 1983 : Effraction de Daniel Duval

### Assistant opérateur
- 1965 : Le Liquidateur de Jacques Cardiff
- 1967 : Toutes folles de lui de Norbert Carbonnaux
- 1968 : La Folle de Chaillot de Bryan Forbes
- 1969 : The Picasso Summer de Serge Bourguignon et Robert Sallin
- 1970 : Le Gendarme en balade de Jean Giraud
- 1970 : La Promesse de l'aube de Jules Dassin
- 1970 : De la part des copains de Terence Young
- 1973 : Ursule et Grelu de Serge Korber
- 1973 : La Valise de Georges Lautner
- 1973 : Les Invitations dangereuses de Herbert Ross
- 1974 : Les Seins de glace de Georges Lautner
- 1976 : On aura tout vu de Georges Lautner
- 1977 : L'Homme pressé d'Édouard Molinaro
- 1978 : L'Amour en question d'André Cayatte
- 1979 : Ils sont grands, ces petits de Joël Santoni
- 1979 : Flic ou Voyou de Georges Lautner
- 1979 : Un jour, un tueur de Serge Korber
- 1980 : Les Mystères de Paris d'André Michel
- 1981 : Est-ce bien raisonnable ? de Georges Lautner
- 1981 : Les Fourberies de Scapin de Roger Coggio
- 1982 : Ménage à Trois de Bryan Forbes
- 1983 : Mieux vaut tard que jamais (Better Late Than Never) de Bryan Forbes
- 1983 : L'Héritier de la Panthère rose de Blake Edwards
- 1984 : Joyeuses Pâques de Georges Lautner
- 1985 : Pizzaiolo et Mozzarel de Christian Gion
- 1990 : Strike It Rich de James Scott
- 1990 : Heidi - Le Sentier du Courage de Christopher Leitch
- 1991 : Triplex de Georges Lautner